# Brun blommossa
Brun blommossa (Schistidium boreale) är en bladmossart som beskrevs av Josef Poelt. Brun blommossa ingår i släktet blommossor, och familjen Grimmiaceae. Arten är reproducerande i Sverige.